# کام اسکور
کام اسکور (به انگلیسی: ComScore) یک شرکت اینترنتی بازاریابی، تجزیه و تحلیل و یکی از بزرگترین شرکت‌های ناشران و آژانس است.

## تاریخچه
کام اسکور در جولای 1999 در رستون ویریجینیا بنیانگذاری شد. 